# Maurice Cloche
Maurice Cloche (ur. 17 czerwca 1907 w Commercy, zm. 20 marca 1990 w Bordeaux) – francuski reżyser, scenarzysta i producent filmowy.
Reżyser filmu Monsieur Vincent (1947) - nagrodzonego w 1949 specjalnym Oscarem dla najlepszego filmu nieanglojęzycznego. Był to drugi w historii film wyróżniony Oscarem w tej kategorii.